# NBA 2K
《NBA 2K》是一款由Visual Concepts公司制作、Sega Sports发行的篮球类电子游戏。本游戏于1999年11月10日首先发行。游戏在Dreamcast发行。本游戏是NBA 2K系列的第1作。
游戏模式分为表演赛、季后赛、练习赛等。
游戏收到良好的评价。在日本，《Fami通》给予本游戏33/40的分数。